# The Kid Is Clever
The Kid Is Clever è un film muto del 1918 diretto da Paul Powell.

## Trama

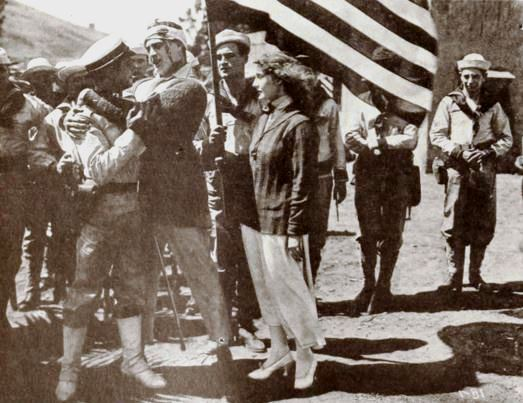
George Walsh e Doris Pawn

Quando George Walsh viene a sapere che il suo regista è malato, assume un regista francese, Monsieur Hoe Beaux, per scrivere e dirigere la sua nuova pellicola. A fine lavoro, assistono a una proiezione: Kirk White, il protagonista, finita l'università, si imbarca su una nave in partenza per il Sudamerica dove deve entrare in possesso dell'eredità lasciatagli dallo zio. Durante il viaggio che fa insieme alla fidanzata Violet Ray, incontra un gruppo di rivoluzionari capitanati da Jazzbando Boullion. Quest'ultimo, con la sua banda, vuole mettere le mani sui soldi di Kirk, così lo tiene prigioniero insieme a Violet. Kirk riesce a far arrivare un messaggio ai marines statunitensi che corrono in suo soccorso. Il giovanotto e Violet si dichiarano amore eterno e il film finisce. Con il regista che viene buttato fuori dal set.

## Produzione
Il film fu prodotto dalla Fox Film Corporation.

## Distribuzione
Distribuito dalla Fox Film Corporation, il film - presentato da William Fox - uscì nelle sale cinematografiche statunitensi il 22 luglio 1918. In Danimarca, il titolo fu tradotto in Den Stærkeres Ret.